# Крабовая ловушка

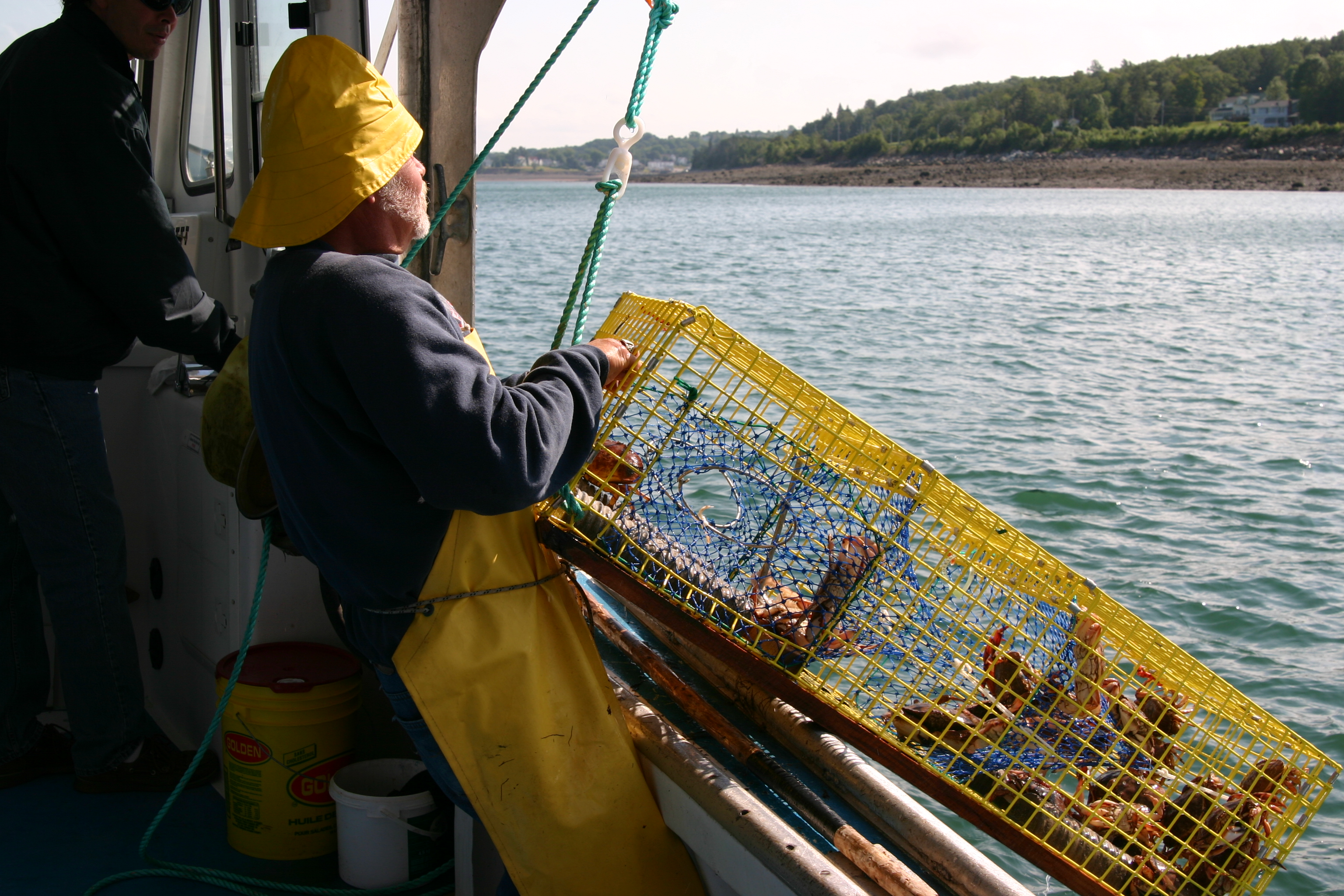
Подъём крабовой ловушки. Новая Шотландия, Канада.

Ловушка для крабов — применяется для промысла краба с различных типов судов.

## История
Лов крабов для потребления в пищу производился ещё в 1837 в русско-американских поселениях на Алеутских островах. Промысел крабов у берегов Приморья начал развиваться в 70-х годах XIX века, однако первые партии крабовых консервов были изготовлены только в 1908.
Считается, что ловушку для краба изобрёл в 1920 и запатентовал в 1928 году Бенджамин Льюис.
В СССР лов краба ловушками был начат 16 мая 1928 года первым российским судном-краболовом «Первый краболов» под командованием капитана А. И. Дудника. Первые ловушки были поставлены в районе реки Морошечная. Они существенно отличались от современных, представляя собой сети размером 6,2 на 2,4 м со стороной ячеи 20 см. Сети связывались одна с другой в порядки по 30 штук.
В 1980 году приказом Минрыбхоза СССР утверждены Правила рыболовства во внутренних водоёмах Дальнего Востока — вводится запрет на промысел крабов всеми орудиями лова, кроме ловушек.

## Конструкция
Конструкция ловушек различается в зависимости от видов вылавливаемых крабов, гидрографических и других условий.
Традиционный и наиболее распространённый на российских краболовных судах тип ловушки представляет собой усечённый конус с верхним ловчим отверстием и открывающимся дном. Так, в 2011 году в России конусные ловушки обеспечили 95 % общего вылова краба.
При размещении конических и пирамидальных ловушки удобнее при размещении на палубе: из них вынимают днища и вкладывают одну в другую, что позволяет уменьшить занимаемую ими площадь по сравнению с прямоугольными ловушками американского образца. Кроме того, эффективное использование прямоугольных ловушек возможно только на судах, имеющих специальное снаряжение — вместительную палубу для размещения ловушек и гидравлические краны с телескопической стрелой.
Конические ловушки имеют несколько модификаций в размерах и оснастке: крупные (высота 70 см, верхний диаметр — 55, а нижний — 150 см) применяются для лова камчатского краба и крабов-стригунов.
Промысел четырёхугольного волосатого краба производится облегчёнными ловушками. Такая ловушка представляет собой усечённый конус высотой 60 см, нижний диаметр около 100, верхний — 50-60 см.
Прямоугольная ловушка американского образца — это клетка-параллелепипед. Рёбра — стальная рама, плоскости — прочная нейлоновая сетка. Каждая ловушка весит от 250 до 400 кг.

## Способ лова
Ловушка устанавливается на сбрасывающий поддон. Внутри неё подвешивается наживка, ловушку закрывают и сбрасывают в море. К ловушке прикреплён трос с буем. Клети выставляются на площади до 100  километров в так называемый порядок, из нескольких десятков.